# Concordiatemplet

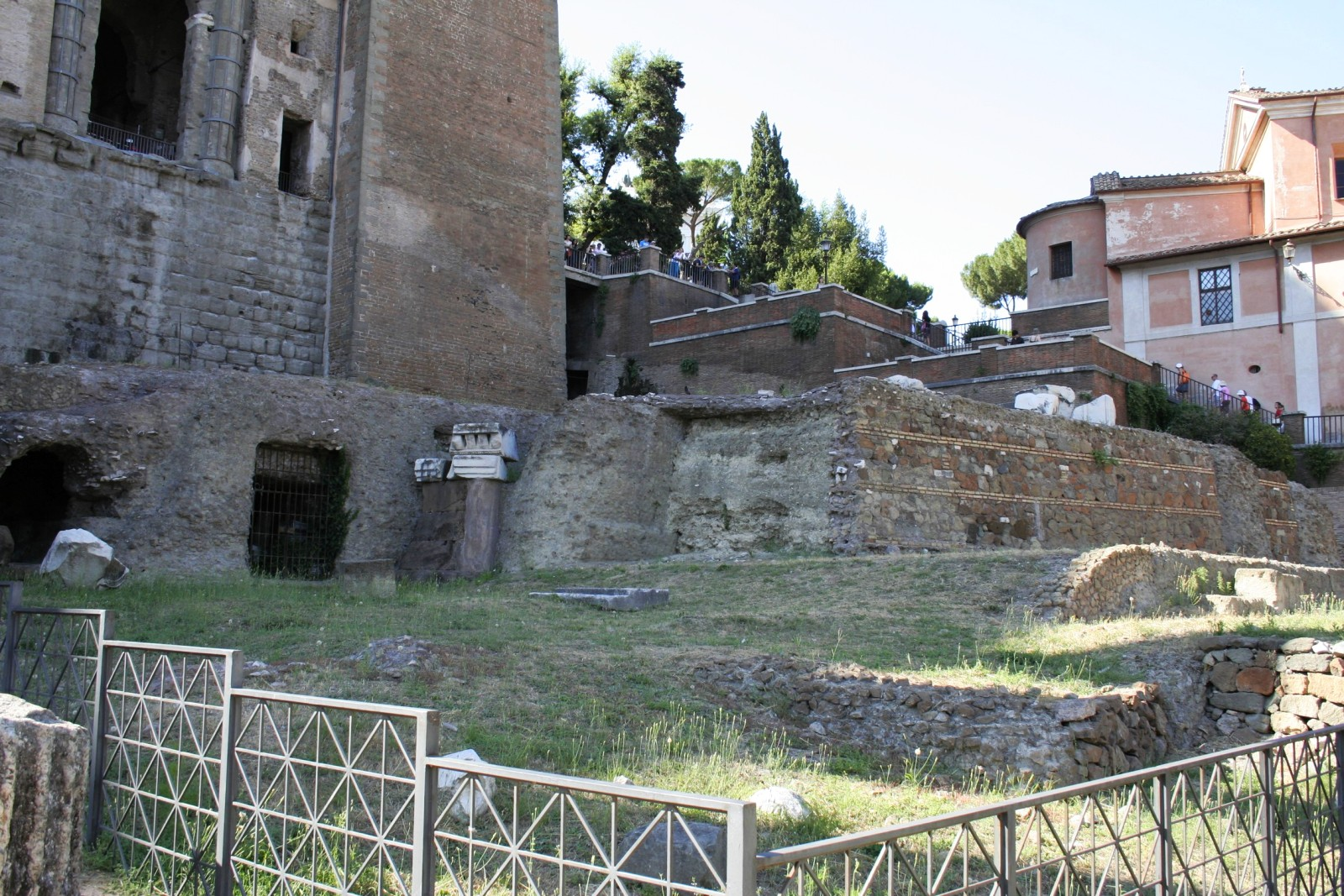
Resterna av Concordiatemplet. Till vänster i bakgrunden skymtar Tabularium.

Concordiatemplet var ett antikt tempel, beläget på Forum Romanum i Rom.
Templet, som är beläget nedanför Tabularium, var invigt åt samförståndets och endräktens gudinna Concordia. Det var ett viktigt monument över Roms politiska utveckling. Enligt traditionen grundades det av fältherren och politikern Camillus år 367 f.Kr. med anledning av pakten mellan patricier och plebejer, de rivaliserande samhällsklasserna.
Templet restaurerades flera gånger, men idag återstår endast podiet.